# Platydasys schultzi
Platydasys schultzi är en djurart som tillhör fylumet bukhårsdjur, och som först beskrevs av Adolf Remane 1940 (nomen nudum.  Platydasys schultzi ingår i släktet Platydasys, och familjen Thaumastodermatidae. Arten är reproducerande i Sverige.